# 山形県道59号酒田八幡線
山形県道59号酒田八幡線（やまがたけんどう59ごう さかたやはたせん）は、山形県酒田市を通る県道（主要地方道）である。

## 概要
酒田港至近、日本海の近くを通る国道7号から分岐しておおむね東に向かい、国道344号交点に至る。日本海東北自動車道 酒田みなとインターチェンジのアクセス道路である。

### 路線データ
- 路線延長：9.4 km[要出典]
- 起点：山形県酒田市宮海（国道7号交点）
- 終点：山形県酒田市大豊田（国道344号交点）

## 歴史
- 1993年（平成5年）5月11日 - 建設省から、県道吹浦西谷地酒田線の一部、藤塚八幡線が酒田八幡線として主要地方道に指定される[1]。

## 地理

### 通過する自治体
- 酒田市

### 交差する道路
- 国道7号（起点）
- 山形県道353号吹浦酒田線（酒田市藤塚中畑）
- 日本海東北自動車道 酒田みなとIC
- 山形県道60号酒田遊佐線（酒田市本楯前田）
- 国道344号（終点）

### 沿線の施設など
- 酒田市立西荒瀬小学校
- 酒田市立鳥海小学校
- 城輪柵跡（国指定史跡）
- 堂の前遺跡（国指定史跡）